# Rosengarten (Dolna Saksonia)
Rosengarten – gmina samodzielna położona w niemieckim kraju związkowym Dolna Saksonia, w powiecie Harburg. Leży na południe od Hamburga, a na północy graniczy z miastem Buchholz in der Nordheide. Leży w centrum wzniesień Harburger Berge. Siedziba gminy znajduje się w dzielnicy Nenndorf.

## Położenie geograficzne
Rosengarten leży na południe od Hamburga i sąsiaduje bezpośrednio z dzielnicami hamburskimi: Hausbruch, Marmstorf i Heimfeld.

## Dzielnice gminy
Dzielnice należące do gminy samodzielnej Rosengarten to Eckel, Ehestorf, Emsen, Iddensen, Klecken, Leversen, Nenndorf, Sottorf, Tötensen  i Vahrendorf.
Niektóre z dzielnic są podłączone do hamburskiej sieci telefonicznej (040).

## Kultura
W dzielnicy Ehestorf znajduje się skansen (Freilichtmuseum am Kiekeberg) z muzeum historii kultury tych terenów.
W ogrodzie zoologicznym "Schwarze Berge" można zobaczyć ok. 100 gatunków zwierząt.

## Komunikacja
Przez środek gminy przebiega autostrada A261, gdzie przez węzeł Tötensen jest połączenie z Hamburgiem.

## Osoby związane z Rosengarten
W dzielnicy Tötensen mieszka znany muzyk Dieter Bohlen.